# Despertar de los hombres

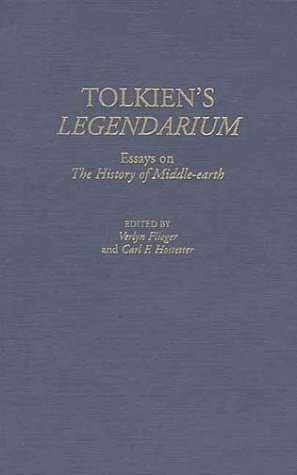
Tolkien's Legendarium, una colección de ensayos sobre el legendarium de Tolkien editada por Verlyn Flieger y Carl F. Hostetter.

El despertar de los hombres es el nombre con el que se conoce a un acontecimiento ficticio del legendarium creado por el escritor británico J. R. R. Tolkien y que aparece en su novela El Silmarillion. Dentro de esta ficción, los hombres despertaron en la tierra conocida como Hildórien, un lugar en el oriente de la Tierra Media. Los pocos escritos de J. R. R. Tolkien sobre el tema no hacen referencia al acontecimiento en sí, solamente se mencionan algunos eventos aislados en relación con el nacimiento de los Segundos Hijos de Eru.
Por lo que se sabe, los hombres nacieron en el momento en que salió el Sol por primera vez desde Aman (es decir, por única ocasión el Sol nació en el Occidente del mundo, lo que provocaría que los pasos de los primeros hombres siempre estuvieran dirigidos en esa dirección). En otras palabras, los hombres pertenecen exclusivamente a las Edades del Sol, ya que despertaron al comienzo de la primera de ellas.
Los hombres casi no hablan de sus primeros días, o tienen múltiples relatos, muy diferentes, sobre sus orígenes. En Beleriand, una mujer llamada Andreth de la Casa de Bëor (ver: Athrabeth Finrod ah Andreth) menciona a Finrod que su pasado no es importante, sin embargo se deja traslucir un temor a un error cometido por los Hombres en un principio: parece ser que Melkor, al enterarse de la llegada de los Segundos Hijos, fue con ellos, dejando por breves momentos la guerra en Beleriand, y ahí los convenció de adorar la oscuridad y les enseñó a temer la muerte. Según Andreth, los Hombres no creen que la Muerte les sea inherente sino que en un principio los Hombres también eran inmortales, pero que su naturaleza cambió por culpa de Melkor. Algunos hombres prefirieron abandonar ese lugar original y emprendieron el camino hacia el Oeste, en busca de la luz. De esa manera, los edain (que serían los Amigos de los Elfos) llegaron a Beleriand pasados muchos años.
Los hombres se subdividieron en algún momento de su historia en dos ramas:
- los hobbits o Medianos, de pequeña estatura.
- los hombres, de estatura normal.